# Macromphalina dautzenbergi
Macromphalina dautzenbergi is een slakkensoort uit de familie van de Vanikoridae. De wetenschappelijke naam van de soort is voor het eerst geldig gepubliceerd door Adam & Knudsen.